# Selvacla
Selvacla is een geslacht van rechtvleugeligen uit de familie krekels (Gryllidae). De wetenschappelijke naam van dit geslacht is voor het eerst geldig gepubliceerd in 2006 door Otte.

## Soorten
Het geslacht Selvacla  is monotypisch en omvat slechts de volgende soort:
- Selvacla troxalis (Otte, 2006)